# Pino Nicolosi
Giuseppe Nicolosi, detto Pino (Milano, 16 aprile 1959), è un pianista, arrangiatore e produttore discografico italiano.
Membro del gruppo Novecento nel 1997 fonda, assieme al fratello Lino Nicolosi, la Nicolosi Productions, etichetta di musica jazz, funk, pop.
Ha collaborato con Sting, Chaka Khan, Billy Cobham, Eumir Deodato, Al Jarreau, Brian Auger, Michael Brecker, Randy Brecker, Billy Preston, Mike Stern, Frank Gambale Narada Michael Walden, Carlos Santana, Gino Vannelli, George Duke, Dennis Chambers, John Tropea, Airto Moreira, Alex Acuna, Bob Mintzer, Stanley Jordan ....

## Attività come produttore e arrangiatore
- 1984 – Get Closer I di Valerie Dore
- 1997 – You and I di Billy Preston
- 2001 –  Drum 'n' Voice di Billy Cobham
- 2004 – Dreams of Peace per il chitarrista Stanley Jordan
- 2005 – Together as One di Gregg Kofi Brown, cantante della band ghanese Osibisa
- 2005 – Lullaby to an Anxious Child  di Sting
- 2006 – Drum 'n' Voice Vol.2  di Billy Cobham
- 2023 – Drum 'n' Voice Vol. 5 (Billy Cobham)
- 2023 - Everybody's dancing  (Cindy Blackman Santana)
- 2023 - The more I love my life  (Narada Michael Walden, feat. Carlos Santana, Sting, Stevie Wonder
- 2024 - Euphoria  (Narada Michael walden)
- 2024 - Let the guitar play  (Carlos Santana)

Sempre per il batterista Billy Cobham, nel 2009 produce e arrangia l'album Drum 'n ' Voice Vol. 3. Alla realizzazione del disco partecipano ospiti come Gino Vannelli, George Duke, Brian Auger, John Scofield, Alex Acuna, Bob Mintzer e Chaka Khan, per la quale produce (col fratello Lino Nicolosi),  il singolo Alive per la Nicolosi Productions.
Nel 2010 produce e arrangia l'album di Eumir Deodato The Crossing, al quale partecipano: Al Jarreau, John Tropea, Airto Moreira, Novecento, Londonbeat. Sempre nel 2010 esce il singolo di Deodato e Al Jarreau, Double Face, tratto da The Crossing, e nel 2012 arrangia insieme al fratello Lino Nicolosi Su questo piano che si chiama Terra, secondo album della cantautrice Roberta Di Lorenzo album che contiene E tu lo chiami Dio interpretato da Eugenio Finardi al Festival di Sanremo 2012.